# Evergestis spiniferalis
Evergestis spiniferalis là một loài bướm đêm trong họ Crambidae.